# Saint-Romain-de-Surieu
Saint-Romain-de-Surieu település Franciaországban, Isère megyében. Lakosainak száma 465 fő (2022. január 1.). Saint-Romain-de-Surieu Assieu, La Chapelle-de-Surieu és Ville-sous-Anjou községekkel határos.

## Népesség
A település népessége az elmúlt években az alábbi módon változott:
| Lakosok száma | 206  | 213  | 249  | 285  | 349  | 346  | 353  | 368  | 401  | 465  |
|               | 1968 | 1982 | 1990 | 2006 | 2013 | 2015 | 2017 | 2019 | 2020 | 2022 |